# 吉林市田家炳高級中學
吉林市田家炳高级中学，原名吉林铁路第一中学、吉林市铁路中学，始建于1949年。2009年5月14日，吉林市铁路中学正式更名为吉林市田家炳高级中学。